# Rokiciny (stacja kolejowa)
Rokiciny – stacja kolejowa w miejscowości Rokiciny-Kolonia, w województwie łódzkim, w Polsce. Według klasyfikacji PKP ma kategorię dworca lokalnego. Położona na linii kolejowej nr 1, Warszawa Zachodnia – Katowice, między stacjami Koluszki i Piotrków Trybunalski. Przed powstaniem węzła kolejowego w Koluszkach była to najbliższa Łodzi stacja przeładunkowa, obsługująca jej ruch pasażerski i towarowy.

## Ruch pasażerski[2]
| Rok  | Wymiana pasażerska na dobę |
| ---- | -------------------------- |
| 2017 | 50-99                      |
| 2018 | 50-99                      |
| 2019 | 100-149                    |
| 2020 | 50-99                      |
| 2021 | 100-149                    |
| 2022 | 150-199                    |
| 2023 | 200-299                    |
| 2024 | 200-299                    |